# Jonas Klingstedt
Jonas Klingstedt, tidigare Klingius, född 27 oktober 1616 eller 15 november 1626 i Kvillinge församling, Östergötland, död 7 december 1691 i Stockholm, var en svensk ämbetsman. Klingstedt och hans ättlingar var nära förknippade med säteriet Skårby i Salems socken.

## Biografi
Jonas Klingius föddes 1616 eller 1626 på Klingstad i Kvillinge församling. Han var son till borgmästaren Nils Jonsson i Norrköping och Elisabet Jesperdotter. Klingstedt blev 22 augusti 1637 student vid Uppsala universitet. Han var legationssekreterare och assistentråd vid legationen till turkiska hovet under Claes Rålamb 22 februari 1657. Klingstedt var 1658 kunglig sekreterare och adlades 14 januari 1660 till Klingstedt. Han introducerade 1660 i Sveriges Riddarhus som nummer 661 och blev 10 juni 1673 hovråd. Var 1673 legat till ryska hovet och fick 15 mars 1676 fullmakt att rannsaka om postväsendet i Finland och Östersjöprovinsen. Fullmyndig legat till traktaten med Ryssland 7 april 1680. Klingstedt blev 3 mars 1685 landshövding över Nylands och Tavastehus län och blev 4 augusti 1687 landshövding i Kronobergs län. Han slutade som landshövding i Kronobergs län samma år. Klingstedt avled 1691 i Stockholm och begravdes 11 september 1692 i Riddarholmskyrkan.

### Egendom
Klingstedt ägde Münkenhof i Katkülls socken, Rachküll i Katkülls socken, Hallinge gård i Salems socken och Ringstad gård i Östra Eneby socken.
Han omnämns i samband med en byggnadshistorisk undersökning, som genomfördes 1949 av Skårby gård vid Bornsjön i Salems kommun av Stockholms stadsmuseums byggnadsavdelning. Där framgår att Klingstedt vid slutet av 1660-talet förvärvade Skårby och intilliggande Häggelunda och bildade av båda säteriet Skårby. Under hans tid tillkom flera nya byggnader inklusive huvudbyggnaden i karolinsk stil som revs 1949. Efter Jonas Klingstedts död 1691 övergick säteriet till andre sonen Gustaf (1670-1747), som skrev sig till Skårby. Egendomen var i släktens ägo till 1773, då Gustaf Klingstedts andra hustru Elsa Christina Adlerberg dog.

### Familj
Klingstedt gifte sig 10 november 1661 med Susanna Ulfvenklou (död 1673), dotter av kommissarien Henrik Ulfvenklou och Eva Faler. De fick tillsammans barnen majoren Nils Klingstedt (1662–1710) i Riga, Henrik Klingstedt (1663–1735), Eva Elisabet Klingstedt (1665–1713) som var gift med hovjunkaren Carl Du Rietz, Anna Margareta Klingstedt (1667–1739), kaptenen Carl Klingstedt (1668–1731), överstelöjtnanten Gustaf Klingstedt (1670–1747), Sigrid Christina Klingstedt (1672–1722) som var gift med assessorn Jakob Cronhielm och Johan Klingstedt (1673–1673).
Klingstedt gifte sig andra gången 1675 med Brita Tungel (1644–1720), dotter av hovkanslern Nils Nilsson Tungel och Brita Catharina Carlsdotter Kuut eller Rosenstielke. Efter Klingstedts död gifte Brita Tungel om sig med ståthållaren Gustaf Adolf Strömfelt.